# Слово о Родине
«Слово о Родине» ― очерк русского советского писателя Михаила Шолохова, написанный в 1948 году.

## Публикации
Впервые очерк «Слово о Родине» был опубликован в газете «Правда», 23 и 24 января 1948 года (№ 23, 24). Затем был выпущен отдельным изданием в серии «Библиотека „Огонька“», № 4, М., 1948. Сборник «Слово о Родине», Ростов-на-Дону, 1951, С. 17—40. 
Очерк «Слово о Родине» — один из выдающихся образцов публицистики Михаила Шолохова. Произведение представляет собой художественный сплав лирического, публицистического и эпического начал.

## Сюжет
Михаил Шолохов показал в очерке «Слово о Родине» картину послевоенного Дона, размышления его тружеников и дан обзор важнейших этапов жизнеустроения. Михаил Шолохов предлагает читателю подумать над проблемой бесчеловечности войны и не забывать сколько горя и бед принесла Великая Отечественная война. Он упоминает о могилах погибших в сражениях бойцов — „от Сталинграда до Берлина и от Кавказа до Баренцева моря“. Вечно помнить защитников Родины:

Мой дорогой друг и соотечественник! Пусть не стынет наша ненависть к врагу, даже поверженному! 

Вечная слава героям, павшим в борьбе за свободу и независимость нашей Родины!
Писатель вспоминает тех людей, которые потеряли в войне своих близких, „вдову, потерявшую своего мужа“, родителей, потерявшие своих сыновей:

...Подойдет старик к своей седой жене-подруге, без слез оплакивающей погибших сынов, взглянет в тусклые глаза, из которых самое горькое на свете материнское страдание выжало все слезы, скажет глухим, дрогнувшим голосом: «Ну, полно, мать, не надо… Ну, не надо же, прошу тебя! Не у нас у одних такое горе…»
Михаил Шолохов приводит воспоминания старейшей звеньевой колхоза «Новый мир», Старооскольского района Курской области, Пелагеи Васильевны Мартыновой, которая вспоминая чёрные дни засухи 1946 года, говорила:

Обидно было за труд, что он может пропасть даром. Но что наш труд, — засуха несла вред колхозу, всему государству! Было так больно, что, кажется, слезами своими напоила бы высохшую, потрескавшуюся от зноя землю!
За высокий урожай 1947 года Пелагеи Васильевны Мартыновой было присвоено звание Героя Социалистического Труда. Так она ответила на высокую награду: 

Всю жизнь свою, день за днем, перебрала я сегодня в памяти. И детство свое вспомнила и замужество. Были светлые, хорошие дни. Но такой большой радости, как сегодня, я еще не знала… Хочется работать больше и лучше, — и сколько ни сделай, все кажется мало, чтобы отблагодарить за такую большую заботу обо мне, обо всех таких простых, как я, людях.
В финале очерка донской писатель Михаил Александрович Шолохов выражает свою любовь и преданность к Родине от лица миллионов советских людей:

Милая, светлая Родина! Вся наша безграничная сыновья любовь — тебе, все наши помыслы — с тобой!